# Paolo Gazzara
Paolo Gazzara (Patti, 14 aprile 1938) è un regista italiano.

## Biografia
Ha esordito al teatro greco di Tindari con Le Trachinie di Sofocle (1963) e le sue prime esperienze drammaturgiche sono maturate negli anni sessanta all'interno del gruppo romano del "Collettivo", insieme a Vittorio Sindoni, Gabriella Pascucci, Virginio Gazzolo ed altri giovani operatori del teatro.
Divenuto dirigente della RAI, firma insieme a Maurizio Costanzo Bontà loro e Acquario, oltre a diversi lavori, fra i quali la miniserie televisiva La guerra al tavolo della pace (1975) e Storie della camorra (1978).
Alterna alla televisione frequenti regie teatrali in tutta Italia. È stato direttore artistico del Festival di Tindari dal 1996 al 2000.

## Filmografia

### Televisione
- La guerra al tavolo della pace – miniserie TV (1975)
- Storie della camorra – miniserie TV (1978)
- D'Annunzio. Il verso è tutto – docufiction (1987)